# Boka
Boka je kraški izvir, slap in hudourniški potok, ki je desni pritok Soče. Dolžina potoka do izliva v Sočo je manj kot en kilometer, kar ga uvršča med najkrajše vodotoke v Sloveniji. Nahaja se na Žagi v Občini Bovec (na severozahodu Slovenije ).

## Opis slapa
Slap Boka je z višino zgornje stopnje 106 m in širino 18 m najveličastnejši slap v Sloveniji in tudi v Evropi. Če prištejemo še 33 m visoko slapišče pod njim, dobimo po višini najvišji slap v Sloveniji (višina 139 m). 
V najbolj sušnih obdobjih ima še zmeraj pretok dva kubična metra na sekundo, ob obilnejših deževjih pretok naraste na sto kubičnih metrov na sekundo. Potok Boka zbira vode v Kaninskem pogorju, nakar se pretaka po podzemlju in pride na dan na skalni polici po kateri teče približno 30 m. V nadaljevanju je potok izdolbel globoko sotesko. Slap še vedno raste, saj so kamnine na katere pada manj odporne kakor prag preko katerega se zliva.
Boka je navkljub trikrat večjemu pretoku kot slapovi Savica, Rinka ali Peričnik manj znana od naštetih. Lepo je viden s ceste malo pred Žago. (iz smeri Žaga- Kanin-Bovec).

## Dostop
Od Bovca zavijemo 3 km proti Žagi. Pri mostu je takoj čez hudournik Boka urejeno parkirišče. Čez cesto pridemo do makadamske poti, ki se že po 100 m razcepi na pot čez hudournik (do zavarovane plezalne poti do izvira nad slapom), ter na pot, ki vodi do gozda in nato po serpentinasti poti ob robu prepada proti slapu Boka. 
Za celotno pot od parkirišča do »razgledišča« potrebujemo 40 minut zmerne hoje.

## Podatki
- Skupna višina: 144 metrov
- Navišja posamezna stopnja: 106 metrov
- Stopenj: 2
- Tip slapa: 'široki tok'
- Vodotok: potok Boka
- Povprečna širina: 18 metrov
- Vodni pretok : do 100 m3/s
- Največji zabeleženi pretok: ni podatka
- Najmočnejši pretok: jesen/pomlad
- Ime slapa: Slap Boka
- Lega (GPS WGS 84): 46°20'57" severno, 14°03'36" vzhodno
- Nadmorska višina: dno ~ 725 m